# Heraki
 Heraki  (olaszul: Cheriachi) falu Horvátországban, Isztria megyében. Közigazgatásilag Sveti Lovrečhez tartozik.

## Fekvése
Az Isztria középső részén, Pazintól 15 km-re délnyugatra, községközpontjától 3 km-re északkeletre fekszik.

## Története
A településnek 1880-ban 86, 1910-ben 136 lakosa volt. Az első világháború után a rapallói szerződés értelmében Isztria az Olasz Királysághoz került. A második világháború után Jugoszlávia része lett. Jugoszlávia felbomlása után 1991-ben a független Horvátország része lett. 2011-ben 19 lakosa volt.

## Lakosság
| Lakosság változása | Lakosság változása | Lakosság változása | Lakosság változása | Lakosság változása | Lakosság változása | Lakosság változása | Lakosság változása | Lakosság változása | Lakosság változása | Lakosság változása | Lakosság változása | Lakosság változása | Lakosság változása | Lakosság változása | Lakosság változása |
| ------------------ | ------------------ | ------------------ | ------------------ | ------------------ | ------------------ | ------------------ | ------------------ | ------------------ | ------------------ | ------------------ | ------------------ | ------------------ | ------------------ | ------------------ | ------------------ |
| 1857               | 1869               | 1880               | 1890               | 1900               | 1910               | 1921               | 1931               | 1948               | 1953               | 1961               | 1971               | 1981               | 1991               | 2001               | 2011               |
| 0                  | 0                  | 86                 | 78                 | 125                | 136                | 0                  | 0                  | 94                 | 66                 | 45                 | 28                 | 25                 | 6                  | 16                 | 19                 |